# 프리드리히 크리스티안 폰 작센 (1893년)
프리드리히 크리스티안 폰 작센(Friedrich Christian von Sachsen)은 작센 왕국의 왕자이자 작센 왕가의 수장이다. 부친은 프리드리히 아우구스트 3세, 모친은 루이자 다스부르고로레나(페르디난도 4세 디 토스카나 대공의 딸)이며 작센의 왕세자였던 게오르크의 동생이다.